# Alchemilla oxysepala
Alchemilla oxysepala är en rosväxtart som beskrevs av Sergei Vasilievich Juzepczuk. Alchemilla oxysepala ingår i släktet daggkåpor, och familjen rosväxter. Inga underarter finns listade i Catalogue of Life.